# The Wonderful Barn

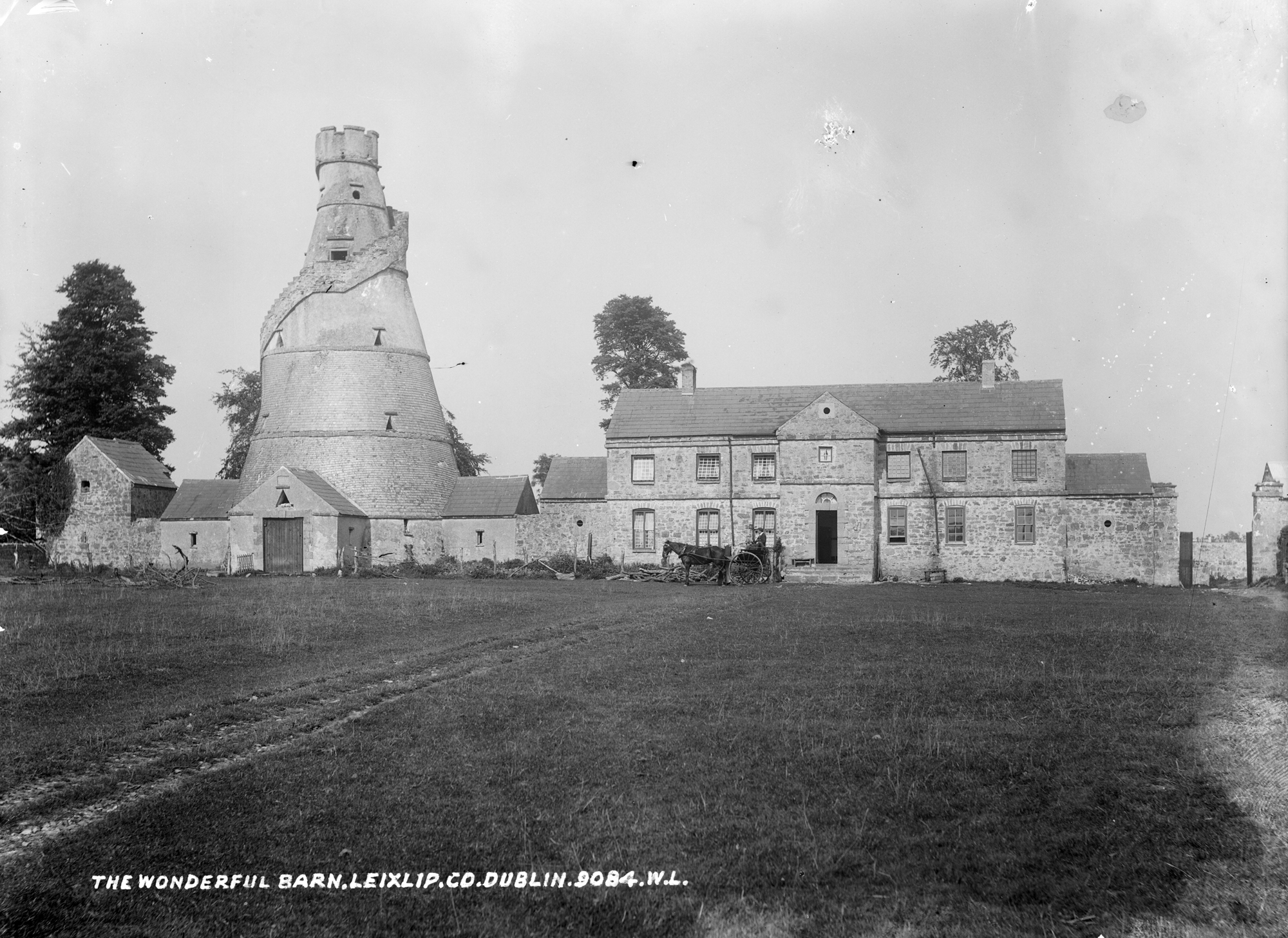
La Barn en 1900.

Pour les articles homonymes, voir Barn.
The Wonderful Barn (« La grange magnifique ») est un bâtiment en forme de tire-bouchon qui a été commandé par Katherine Conolly et construit en 1743 sur le domaine du Castletown House sur la frontière de Leixlip et Celbridge en Irlande. 

## Description
La Grange à environ 22 mètres de hauteur, et possède un cône effilé, encerclé par un escalier en porte à faux avec une galerie d'observation en nid de corbeau. Il n'y a pas de frais d'entrée à ce site.
On peut le voir depuis les fenêtres de l'est de Castletown House, remplissant la vue. On suppose qu'il s'agit d'une folie.